# Kusbhadra
El Kusbhadra és un riu d'Orissa, distributari de la branca Koyakhai del riu Mahanadi. Al seu torn origina la branca Prachi. Desaigua a la badia de Bengala una mica al sud del temple de Kanarak a 19° 51′ N, 86° 04′ E / 19.850°N,86.067°E